# Chiesa di San Leonardo Limosino
La chiesa di San Leonardo Limosino è la parrocchiale di Mortizzuolo, frazione di Mirandola e San Felice sul Panaro, in provincia di Modena. Appartiene alla zona pastorale 6 della diocesi di Carpi e risale al XIV secolo.

## Storia

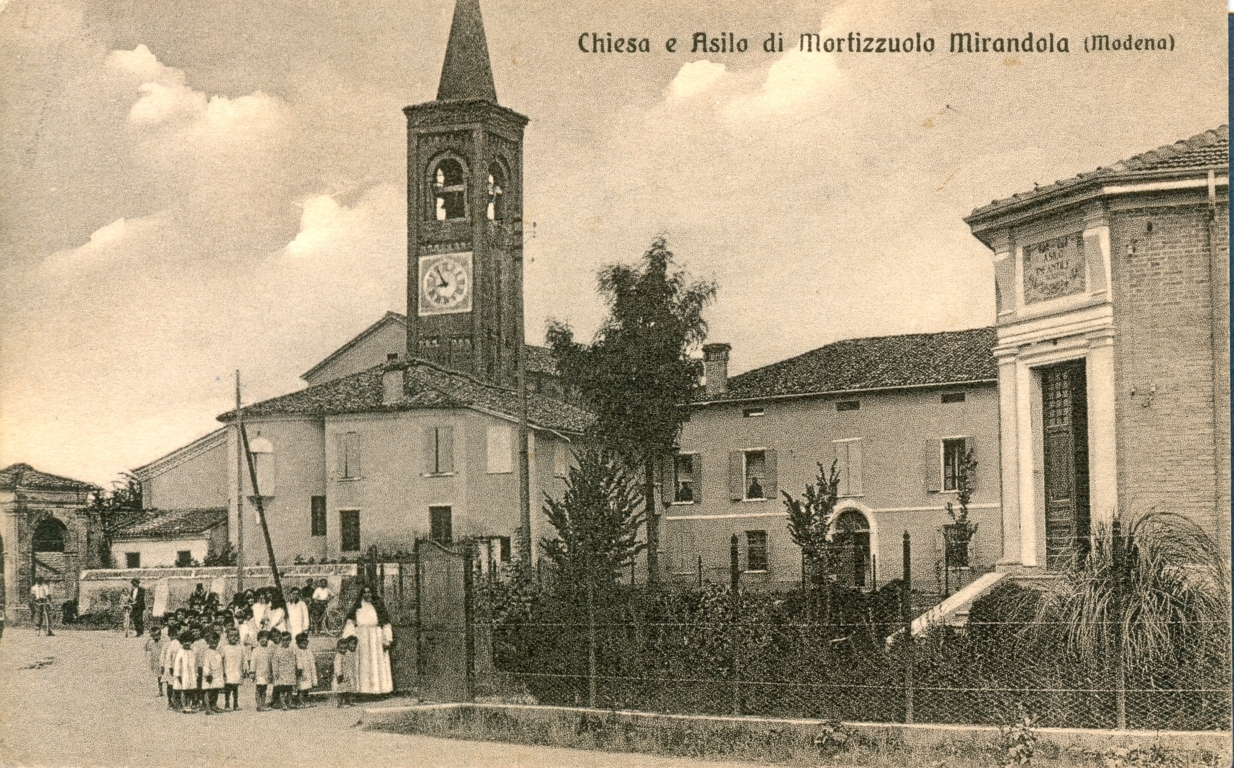
Chiesa e asilo di Mortizzuolo

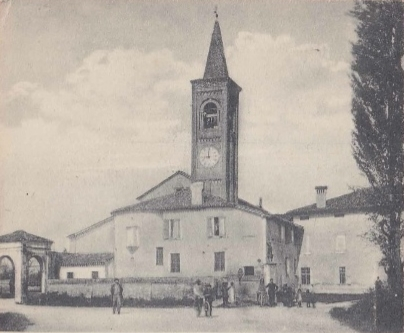
Il complesso ecclesiastico all'inizio del XX secolo

La prima notizia di una chiesa presente nell'ex insediamento medievale del Montirone risale all'anno 963, mentre il primo documento che cita espressamente il toponimo Mortizzuolo e la sua chiesa è del 1222. Sull'esterno dell'abside è murata una pietra che riporta l'anno 1444, che ricorda probabilmente un'importante riedificazione avvenuta in quell'anno, incluso l'ampliamento della cappella del 1318.
La chiesa dedicata a San Leonardo di Limoges, patrono dei carcerati, venne edificata circa nel XIV secolo e ricostruita circa due secoli più tardi, nell'epoca in cui Luigi Pico della Mirandola fu vescovo di Limoges.  Nell'altare maggiore è incastonata una pietra sacra con l'anno 1586.
Nel 1604 la chiesa fu ristrutturata, mentre nel 1681 la navata centrale venne raddoppiata in lunghezza e furono aggiunte le due navate laterali, mentre nel 1689 il soffitto a cassettoni della navata centrale venne sostituito dalla volta. Nel 1752 l'abside venne ricostruita da rettangolare a semicircolare. Tra il 1756 e 1765 vennero costruiti in marmi policromi cinque altari e il pulpito. Nel 1774 venne edificata la canonica, per volontà del canonico Possidonio Senesi: l'interno viene affrescato e abbellito con uno scalone trionfale per accogliere le visite pastorali estive del vescovo di Reggio Emilia e venne realizzata un ampio salone affrescato per ricevimenti, con le stanze di servizio laterali.
Dopo il transito dalla diocesi di Reggio a quella di Carpi, nel 1822 vennero sostituite le bifore del campanile (edificato in stile simile a quello della chiesa di san Francesco a Mirandola) con ampi finestroni che consentissero il movimento delle nuove campane.
Nel 1952 i due altari in marmo di San Luigi Gonzaga e quello di Sant'Antonio da Padova furono trasferiti alla chiesa di San Martino Spino, dove sono collocati nelle cappelle del Santissimo Cuore di Gesù e di Santa Rita da Cascia. L'altare di Sant'Antonio ospitava un'immagine sacra di Santa Giulia, protettrice delle nutrici e dei lattanti, che era meta di numerosi pellegrinaggi privati e pubblici, che cessarono a seguito della rimozione del dipinto.
Tra il 1960 e il 1970 vennero eseguiti lavori di restauro e abbellimento, ricoprendo le colonne delle navate con il marmo, realizzando bifore nell'abside; il pittore carpigiano Romano Pelloni (1931-2020) realizzò affreschi con i simboli delle otto beatitudini, i quattro evangelisti, San Francesco e Santa Caterina, scene delle vita di San Leonardo, il Fonte Battesimale e il battesimo di Gesù. Pelloni realizzò anche le due vetrate raffiguranti una i Santi Pietro e Paolo e l'altra San Luigi Gonzaga con Sant'Antonio da Padova (quest'ultima ricorda i due altari del 1760 e 1762 trasferiti nel 1952 a San Martino Spino).
La chiesa è stata gravemente danneggiata dal terremoto dell'Emilia del 2012, con il crollo di parte della facciata e del tetto e il collasso del campanile e rendendo inagibili anche la canonica, il teatrino parrocchiale e la scuola materna (restaurata nel 2014-2016).

## Descrizione
Il complesso parrocchiale comprende la chiesa, risalente al XIV secolo, la torre campanaria di un secolo posteriore e crollata nel maggio 2012, la canonica del XVIII secolo e il teatro, costruito nel XX secolo.
L'interno presenta tre altari barocchi realizzati in marmi policromi: l'altare maggiore del 1756 (con una pietra sacra del 1586) e due altari laterali dedicati al Sacro Cuore di Gesù e alla Madonna del Rosario. Presso l'arco di trionfo è appeso un sacro Crocefisso in cartapesta ritenuto miracoloso perché, portato in processione, fece terminare l'epidemia di peste del 1630. Vicino all'uscita vi è una Madonna del Buon Consiglio dipinta nel 1611 e che adornava un antico altare in legno scolpito a fine navata, ma soppresso nel 1822.
I due eleganti confessionali del XVIII secolo provengono dalla chiesa di San Francesco a Mirandola. Dello stesso periodo è il coro ligneo dietro l'altare maggiore. La Canonica presenta affreschi del modenese Giuseppe Puttini con piccole vedute, paesaggi e prospettive di fantasia.